# Clear Creek megye
Clear Creek megye az Amerikai Egyesült Államokban, azon belül Colorado államban található. Megyeszékhelye Georgetown, legnagyobb városa Idaho Springs. Lakosainak száma 9397 fő (2020. április 1.).

## Szomszédos megyék
- Jefferson megye (kelet)
- Gilpin megye (északkelet)
- Park megye (dél)
- Summit megye (nyugat)
- Grand megye (északnyugat)

## Népesség
A megye népességének változása:
| Lakosok száma | 9103 | 9050 | 9060 | 9031 | 9303 | 9397 |
|               | 2010 | 2011 | 2012 | 2013 | 2015 | 2020 |